# Palácio de Stenhammar
O Palácio de Stenhammar (SUECO Stenhammars slott) é um palácio real da Suécia. Esta casa senhorial está situada fora da cidade de Flen em Södermanland a cerca de 120 quilômetros/quilómetros ao sul de Estocolmo e é uma das residências de verão do rei sueco. Foi construído no século XVII e reconstruído em 1849.

## Ligações Externas
- Site Oficial